# اسکینامارینک
اسکینامارینک (به انگلیسی: Skinamarink) فیلم ترسناک تجربی کانادایی محصول ۲۰۲۲ به نویسندگی و کارگردانی کایل ادوارد بال در نخستین کارگردانی بلند او است. داستان این فیلم به دو کودک می‌پردازد که در طول شب از خواب بیدار می‌شوند اما متوجه می‌شوند که نمی‌توانند پدرشان را پیدا کنند و پنجره‌ها، درها و دیگر اشیاء خانه‌شان در حال ناپدید شدن است.
پیش از تولید اسکینامارینک، کارگردان ادوارد بال یک کانال یوتیوب داشت که در آن ویدئوهایی را بر اساس کابوس‌هایی که توسط نظرات مردم بازگو می‌شد آپلود می‌کرد. فیلم کوتاه ۲۰۲۰ او «Heck» به عنوان اثبات مفهومی برای اسکینامارینک ساخته شد. اسکینامارینک در خانه دوران کودکی بال در ادمونتون، کانادا به صورت دیجیتالی فیلمبرداری شد. این فیلم در بیست و ششمین جشنواره بین‌المللی فیلم فنتیژا در مونترآل در ۲۵ ژوئیه ۲۰۲۲ نمایش داده شد، و در جشنواره‌های دیگر فیلم، از جمله برخی که گزینه‌های تماشای خانگی را ارائه می‌دادند، نمایش داده شد. به دلیل یک مشکل فنی، یکی از پلتفرم‌های جشنواره اجازه داد یک نسخه از فیلم در فضای مجازی به بیرون درز کند. این فیلم سپس در برنامه‌های رسانه‌های اجتماعی و وب‌سایت‌هایی مانند تیک‌تاک، ردیت و توییتر مورد توجه قرار گرفت، جایی که به صورت شفاهی بین مردم تبلیغ شده و مورد تحسین قرار گرفت.
اسکینامارینک در ۱۳ ژانویه ۲۰۲۳ از طریق آی‌اف‌سی فیلمز در ایالات متحده و کانادا اکران شد و در ۲ فوریه در سرویس استریم ترسناک شادر منتشر شد. این فیلم با بودجه ۱۵ هزار دلار، در گیشه موفق بوده و بیش از ۲ میلیون دلار فروش داشته‌است. فیلم به‌طور کلی نقدهای مثبتی را از منتقدان دریافت کرد، که آن را به عنوان برگرفته از تجربیات ترس دوران کودکی توصیف کردند، اگرچه نزد مخاطبان پاسخ انتقادی دوقطبی دریافت کرد.

## طرح داستان
دو کودک در نیمه‌های شب از خواب بیدار می‌شوند و متوجه می‌شوند که پدرشان گم شده‌است و تمام پنجره‌ها و درهای خانه آنها ناپدید شده‌است.

## بازیگران
- لوکاس پاول در نقش کوین
- دالی رز تترو در نقش کیلی
- راس پاول در نقش پدر کوین و کیلی
- جیمی هیل در نقش مادر کوین و کیلی[۱۳]

## تولید

### توسعه
بال قبلاً یک کانال یوتیوب به نام «Bitesized Nightmares» را اداره می‌کرد که از طریق آن از بینندگان می‌خواست تا نظرات خود را در مورد کابوس‌های خود ارسال کنند و سپس از کابوس‌های گفته شده تصویرسازی می‌کرد. اسکینامارینک از عباراتی تکرار شونده در کابوس‌های ارسال شده الهام گرفته شده‌است. پیش از این فیلم، یک فیلم کوتاه اثبات مفهومی با عنوان «Heck» در سال ۲۰۲۰ ساخته شده بود که همچنین توسط بال کارگردانی شده‌است.
بال به یاد می‌آورد: «در دوران کودکی کابوسی داشتم که در آن در خانه پدر و مادرم بودم، و آنها گم شده بودند و یک هیولا در آنجا حضور داشت. افراد زیادی دقیقاً همین رؤیا را به اشتراک گذاشته‌اند.»
بال پس از شنیدن آهنگ کودکانه همنام با فیلم از سال ۱۹۵۸ از فیلم گربه روی شیروانی داغ برای عنوان فیلم الهام گرفت، که او آن را «بخشی ذاتی از کودکی اش توصیف کرد.» بال به دلیل مالکیت عمومی، تداعی کننده صداهای سخت «k» و ارتباط شخصی خود با و بسیاری دیگر با این ترانه، عنوان فیلم را «Skinnamarink» انتخاب کرد؛ او املای آن را کمی تغییر داد تا کودکان خردسالی که در اینترنت برای آن ترانه جستجو می‌کنند، فیلم او را پیدا نکنند.

### فیلمبرداری
اسکینامارینک بودجه ای ۱۵ هزار دلاری داشت که عمدتاً از طریق جمعی تأمین شد. این فیلم به صورت دیجیتالی، با حضور جیمی مک‌ری به عنوان فیلمبردار فیلم، در خانه دوران کودکی بال در ادمونتون، کانادا فیلمبرداری شد. به دلیل بودجه محدود، فیلم بیشتر با استفاده از تجهیزات قرض گرفته شده از انجمن محلی فیلم و هنرهای ویدئویی آلبرتا (FAVA) ساخته شد. بال اظهار داشت: «تصویربرداری یک فیلم در خانه‌ای که در آن بزرگ شده‌اید در مورد دو شخصیت که کم و بیش شما و خواهرتان هستند، مجبور نبودم سعی کنم آن را شخصی‌تر کنم—این اتفاق فقط به‌گونه‌ای رخ داد. و سپس یک مزیت اضافی این بود که مادرم یک دسته از اسباب‌بازی‌های دوران کودکی را که ما در فیلم استفاده می‌کردیم ذخیره کرده بود، بنابراین این موضوع حتی شخصی‌تر شد.»
بال از آثار فیلمسازان شانتال آکرمن، استن برکج، مایا درن، استنلی کوبریک و دیوید لینچ به عنوان تأثیرات روی اسکینامارینک نام برد. او همچنین بیان کرد که تحت تأثیر فیلم آوانگارد ۱۹۶۷ طول موج و فیلم اسلشر سال ۱۹۷۴ کریسمس سیاه قرار گرفته‌است، و در مورد دومی گفت: «کریسمس سیاه نماهای زیادی دارد. وقتی با مدیر فیلمبرداری که کریسمس سیاه را ندیده بود در این مورد صحبت می‌کردم به آن اشاره کردم: «این تصویر من از کریسمس سیاه است.»
کارتون‌هایی که در تلویزیون در اسکینامارینک دیده می‌شوند، در مالکیت عمومی قرار دارند، از جمله فیلم‌های کوتاه ماکس فلیشر از سال 1936 جایی در سرزمین رؤیاها و فیلم کوتاه هتل تار عنکبوتی، سرزمین بالون از آب آیورکس از سال ۱۹۳۵، و ترانه کوتاه پرست-او، چنج-او از سال 1939.
اسکینامارینک از زیرنویس برای برجسته کردن خطوط خاصی از گفتگوهای فیلم استفاده می‌کند. بال اظهار داشت: «زیرنویس‌ها در اصل در فیلمنامه ظاهر می‌شوند، زیرا می‌خواستم آنها را آزمایش کنم. من آن را کمی در ژانر ترسناک آنالوگ در اینترنت دیده‌ام. فکر می‌کردم بازی کردن با صحنه‌هایی که می‌توانیم صحبت‌های مردم را بشنویم خوب است، اما آنقدر آرام بود که فقط با زیرنویس می‌توانستیم آنها را بفهمیم. پس از آن که به تدوین رسیدم، صحنه‌های خاصی وجود داشتند که در در اصل زیرنویس داشتند، و همه را گفتند که خوب به نظر می‌رسد، بنابراین ما صدا را حفظ کردیم. این یک فرایند کوچک سرگرم‌کننده بود.»

## انتشار

### جشنواره‌ها و نشت
اسکینامارینک برای نخستین بار در ۲۵ ژوئیه ۲۰۲۲ در بیست و ششمین جشنواره بین‌المللی فیلم فنتیژا در مونترآل، کانادا، به نمایش درآمد. اسکینامارینک سپس در چندین جشنواره دیگر، از جمله برخی که گزینه‌های تماشای خانگی را ارائه می‌کردند، نمایش داده شد. یکی از بسترهای جشنواره به دلیل مشکل فنی اجازه دزدی به فایل دیجیتالی فیلم را داد. این نسخه بارها و بارها در یوتیوب آپلود شد و گزیده‌هایی از آن در تیک‌تاک، ردیت و توییتر بارگذاری شدند، جایی که تحسین شفاهی قابل توجهی را به خود جلب کرد. تعدادی از ویدیوهای تیک‌تاک آن را یکی از ترسناک‌ترین فیلم‌های ساخته شده در تاریخ دانستند، که یکی از آنها که ادعا می‌کرد «به همه در تیک‌تاک آسیب می‌زند». بال از دزدی فیلم ابراز ناامیدی کرد، اما از واکنش مثبتش تشکر کرد.

### اکران سینمایی
اسکینامارینک در ۱۳ ژانویه ۲۰۲۳ در ایالات متحده و کانادا اکران شد، , در ۶۲۹ سینما اکران شد. در ایالات متحده، این فیلم در برنامه‌های زمانی جزئی در سراسر کشور اکران شد و زمان‌های نمایش مطابق با تقاضا و در دسترس بودن سالن‌ها اضافه شد. برخی از زنجیره‌های سینمایی، مانند سینماهای ریگال و سینمارک، فیلم را تنها در ۱۳ و ۱۴ ژانویه در سراسر کشور به نمایش گذاشتند با این حال، نیمی از تمام سالن‌هایی که اسکینامارینک را به نمایش می‌گذارند، از جمله سینماهای ای‌ام‌سی، نمایش‌های خود گسترش دادند.
اسکینامارینک همچنین در بریتانیا در «سینمای شاهزاده چارلز» در لندن و «سینمای ماکینگبرد» در بیرمنگام به نمایش درآمد.
این فیلم در ۲ فوریه ۲۰۲۳ در سرویس پخش ترسناک شادر از شبکه ای‌ام‌سی منتشر شد.

### رسانه خانگی
در دسامبر ۲۰۲۲، بال در توییتر اعلام کرد که امکان انتشار بلوری این فیلم وجود دارد، در حالی که احتمال انتشار نسخه دی‌وی‌دی نامشخص است.

## بازخورد

### فروش گیشه
اسکینامارینک در سه روز اول اکرانش ۷۴۶٫۰۰۰ دلار به دست آورد که میانگین هر نمایش آن ۱٫۱۰۰ دلار بود. تا ۱۵ ژانویه، فروش ناخالص فیلم به ۷۹۸٫۰۰۰ دلار رسید که میانگین آن هر نمایش ۱٫۱۵۰ دلار ارزیابی شد. این فیلم تا ۱۷ ژانویه، در چهار روز آخرهفته روز مارتین لوتر کینگ جونیور در ایالات متحده ۸۹۰٫۰۰۰ دلار فروش داشت. این فیلم در برابر بودجه ۱۵٫۰۰۰ دلاری خود یک موفقیت تجاری محسوب می‌شود.

### پاسخ انتقادی
در وبگاه جمع‌آوری نقد راتن تومیتوز، ٪۷۱ از ۱۰۴  بررسی منتقدان مثبت است و میانگینِ امتیاز آن ۶٫۳/۱۰ است. اجماع این وبگاه چنین می‌نویسد: «اسکینامارینک ممکن است بیشتر گیج‌کننده باشد تا ترسناک، اما برای بینندگانی که می‌توانند یا می‌خواهند طول موج منحصربه‌فرد آن را بررسی کنند، دیدن این فیلم ناراحت‌کننده دشوار خواهد بود.» این فیلم در متاکریتیک که از میانگین وزنی استفاده می‌کند، بر اساس نظر ۲۵ منتقدین امتیاز ۶۶ از ۱۰۰ را کسب کرده که نشان‌گر «نقدهای عموماً مطلوب» است.
اوون گلیبرمن از ورایتی نوشت: «اسکینامارینک ترسناک است، اما این فیلمی است که صبر می‌خواهد (و پاداش می‌دهد) و بنابراین می‌تواند باعث شورش شود [...] با این حال، اگر با آن همراه شوید، ممکن است احساس کنید که چیزهای عجیب و غریب را لمس کرده‌اید.»
مایکل گینگولد از رو مورگ ترکیب‌بندی فیلم‌برداری و طراحی صدای فیلم را ستود و نوشت که فیلم «شما را به دوران کودکی برمی‌گرداند که در نیمه‌شب در رختخواب دراز کشیده و به صداهای عجیب و غریبی که از جای دیگر خانه می‌آید گوش می‌کنید و در این فکر هستید که از چه چیزی می‌تواند باشد.» او افزود که فیلم اغلب ترجیح می‌دهد نه نشان دهد، و نه بگوید، «اما تا جایی جواب می‌دهد که درخواست ساده آن صدای خارج از صفحه مبنی بر «به زیر تخت نگاه کن» شما را از انتظار گزگز می‌کند و یک افکت صوتی ساده می‌تواند شما را به لرزه درآورد.»
جاش کورنگات از درد سنترال امتیاز ۳٫۵ از ۵ ستاره را به اسکینامارینک داد و آن را «کاوشی عمیقاً ناراحت‌کننده از مرگ، کودکی و خانه ای که در آن بزرگ شده‌اید» خواند و نتیجه گرفت: «برای کسانی که به دنبال تجربه یک فیلم ترسناک سنتی هستند، همین الان برگردید. و من این را بدون قضاوت می‌گویم [...] فیلمساز کایل ادوارد بال از تماشاگران می‌خواهد که بیل را بردارند و خودشان حفاری لازم را انجام دهند. این عادلانه نیست، اما این یک چشم‌انداز هیجان انگیز و بدیع از آنچه است که می‌تواند ترسناک باشد .»
مت دوناتو از /فیلم اسکینامارینک را به خاطر فضای آن تحسین کرد که احساس می‌کرد از آشنایی با تجربیات ترس در دوران کودکی نشأت می‌گرفت، هرچند او همچنین از طولانی بودن زمان پخش آن انتقاد کرد. او آن را «به شدت تفرقه‌انگیز» نامید — نوعی فیلم که بین نقدهای صفر و پنج ستاره تعادل برقرار می‌کند. با این اوصاف، اشخاصی که به دنبال کاوشی انتزاعی در مورد اضطراب‌های خاموش با تصاویر لو-فای هستند، باید به دنبال این کنجکاوی ظاهری بر روی فیلم باشند که از هیچ قاعده فیلمسازی متعارف پیروی نمی‌کند.»
متیو جکسون از ای. وی. کلاب به فیلم نمره «A» را در مقیاس «A+» تا «F» داد و نوشت: "اگر مایل هستید بال را دنبال کنید و در این مسیر راهروهای تاریک، به این دیدگاه پیچیده از ترس اولیه کودکی و اینکه چقدر راحت در آن گم می‌شویم، با وی همراه شوید، شما درگیر یک تجربه وحشتناک فراموش نشدنی خواهید شد.»
کی. آستین کالینز از رولینگ استون، اسکینامارینک را به عنوان «هم آهنگی آرام از ترس، به طرز عجیبی پیش پا افتاده، تروری در سبک منتظر-باش-و-ببین» توصیف کرد و به این نتیجه رسید که فیلم «در بهترین حالت خود یک فیلم ترسناک آرام است. اسکینامارینک به خاطر چیزی که به تصویر می‌کشد ترسناک نیست. این فیلم ترسناک است زیرا از قبل می‌دانست که تخیل ما نیمی از کار را انجام خواهد داد.»
راشل هو از اکسکلیم! ساختار روایی اسکینامارینک را با ساختار یک رؤیا مقایسه کرد و نوشت که ترس از طریق «هراس آشنا که کل فیلم را ترسیم می‌کند» به جای یک خط داستانی معمولی برانگیخته می‌شود. او اضافه کرد که فیلم «به کابوس‌های کودکی ما نفوذ می‌کند، زمانی که چیزهای مزخرف معنا پیدا می‌کرد و تاریکی موجود زنده و تنفسی بود که باید از آن ترسید» و نوشت: «خیلی وقت بود که هنگام تماشای یک فیلم اینقدر نترسیده بودم. این حتی به خاطر پرش ترسناک یا بوگیمن نیست. این احساس خلع سلاح و ناراحت‌کننده ای است که کارگردان ایجاد می‌کند و اضطرابی که هرگز کاملاً از بین نمی‌رود.»
ریچارد برودی از نیویورکر این فیلم را «ورزیده اما به ظاهر ناتمام [که] در واقع، به سختی آغاز شده‌است» معرفی کرد و از آن ابراز تأسف کرد که «هیچ جهان مرجع، هیچ پس‌زمینه‌ای قابل شناسایی برای [تصاویر و صداهای آن] وجود ندارد که در این مورد پیشنهاد یا نماپردازی کنند».

### پاسخ مخاطبان
اسکینامارینک پاسخی دوقطبی در میان مخاطبان دریافت کرد؛ این امر، در ترکیب با انتشار گسترده آن در رسانه‌های اجتماعی پس از درز جشنواره، باعث مقایسه با پروژه جادوگر بلر (۱۹۹۹) شد، فیلم ترسناک دیگری که انتظارات شفاهی را برانگیخت اما واکنش‌های بینندگان آنها را دوقطبی کرد.